# Hóbogyó
A hóbogyó (Symphoricarpos) a mácsonyavirágúak (Dipsacales) rendjébe, ezen belül a loncfélék (Caprifoliaceae) családjába tartozó nemzetség.

## Rendszerezés
2015 augusztusától, a nemzetségbe az alábbi 18 faj és hibrid tartozik:
- Symphoricarpos acutus (A.Gray) Dieck - Kalifornia, Nevada, Oregon
- fehér hóbogyó (Symphoricarpos albus) (L.) S.F.Blake - Kanada + USA
- Symphoricarpos ×chenaultii Rehder - 1912-ben, Franciaországban
- Symphoricarpos ×doorenbosii Krüssm.
- Symphoricarpos guadalupensis Correll - Nyugat-Texas
- Symphoricarpos guatemalensis J.K. Williams - Guatemala
- Symphoricarpos hesperius G.N.Jones - Kalifornia, Kaliforniai-félsziget, Oregon, Washington, Brit Columbia
- Symphoricarpos longiflorus A.Gray - Délnyugat-USA, Északnyugat-Mexikó
- Symphoricarpos microphyllus Kunth - Mexikó, Guatemala, Új-Mexikó
- Symphoricarpos mollis Nutt. - Kalifornia
- Symphoricarpos occidentalis Hook. - USA + Kanada
- Symphoricarpos orbiculatus Moench - Északkelet-Mexikó, Kelet- és Közép-USA
- Symphoricarpos oreophilus A.Gray - Észak-Mexikó, Nyugat-USA, Nyugat-Kanada
- Symphoricarpos palmeri G.N.Jones - Mexikó, Délnyugat-USA
- Symphoricarpos parishii Rydb. - Kalifornia, Nevada, Kaliforniai-félsziget
- Symphoricarpos rotundifolius A.Gray - Mexikó, Délnyugat-USA
- Symphoricarpos sinensis - Kína
- Symphoricarpos vaccinioides Rydb. - Kalifornia

## Fordítás
- Ez a szócikk részben vagy egészben  a   Symphoricarpos című angol Wikipédia-szócikk ezen változatának fordításán alapul.  Az eredeti cikk szerkesztőit annak laptörténete sorolja fel. Ez a jelzés csupán a megfogalmazás eredetét és a szerzői jogokat jelzi, nem szolgál a cikkben szereplő információk forrásmegjelöléseként.